# オレ×ヨメ クピドの悪戯
『オレ×ヨメ クピドの悪戯』（オレヨメ クピドのいたずら）は、北崎拓の漫画単行本。〈ビッグスピリッツコミックス〉より、2010年1月29日に発売。北崎のSF恋愛オムニバスシリーズである〈クピドの悪戯〉の通巻18冊目となる単行本で、同シリーズ連載3作目の「オレ×ヨメ」と同4作目の「逆襲のオレ×ヨメ」の2作を収録している。

## オレ×ヨメ
「オレ×ヨメ 〜クピドの悪戯〜」は北崎拓によるSF恋愛漫画。北崎の恋愛オムニバスシリーズである〈クピドの悪戯〉の第5弾、連載作品としては同シリーズ第3作目にあたる。『週刊ビッグコミックスピリッツ』2009年1号から3号にかけて短期集中連載された。
年下の恋人梅宮凛子と結婚するために職を求めていたフリーター青年姫川睦樹が、その後の雇用を条件に架空の相性判断システム・CUPIDシステムのモニターとして年上のキャリアウーマン井野舞子との同棲生活を送る様子を描く「非純愛系ブライダルコメディー」。
〈クピドの悪戯〉シリーズは「男女の出会いのきっかけにちょっと不思議（=クピドの悪戯）がからむ」シリーズであるが、前作までは「虹玉」「さくらんぼシンドローム」と架空の奇病を続けたことから、奇病以外のクピドとの間考えの元で描かれた作品「結婚ってどんな相手を選べば正解なの?」というテーマで描かれている。

### あらすじ
26歳のフリーター姫川睦樹は恋人の梅宮凛子と結婚するため、情報誌で見つけた正社員募集に応募する。仮採用の連絡を受け研修へと向かった睦樹であったが、待っていたのは採用ではなく、結婚相性診断CUPIDシステムのモニターとして相性120%の診断結果が出た相手との一か月の同棲生活であった。相手に婚姻届けに署名させることが出来たら正社員として雇い入れる約束を取り付け、モニターを承諾した睦樹は32歳のキャリアウーマン井野舞子との同棲生活を始める。
舞子が結婚相手に求めるのは専業主夫となる事であった。男の仕事として抵抗を感じながらも凛子との結婚のための試練として主夫生活をはじめた睦樹であったが、同棲生活の中で舞子との距離は徐々に近づいて行った。凛子と舞子の2人に嘘をついている状況に耐えられなくなった睦樹は、凛子の元へ向かい現状を告白する。凛子の対応から彼女が求めているのは睦樹とは限らない結婚相手であることを感じ取った睦樹は、自分を必要としてくれた舞子と結婚し主夫として生活することを決意する。

### 登場人物
姫川 睦樹（ひめかわ むつき）
本作の主人公。26歳のフリーター。合コンで知り合った凛子とは大手企業の正社員と偽って付き合い始めており、彼女との結婚のためにと株式会社レジティマシーの社員募集に応募する。この応募情報からCUPIDシステムで舞子との相性が120%という結果が出たため、モニターとして舞子との同棲生活をはじめる事となる。
井野 舞子（いのまいこ）
31歳と8か月のキャリアウーマンで、結婚相手には専業主夫として家事と育児そして子種を望む。本名は伊能 麻衣子（読み同じ）であり、CUPIDシステムを開発していたレジティマシーの社長。正体を知った睦樹に打算が生じないように偽名を使ってモニターを行なっていた。
梅宮 凛子（うめみや りんこ）
合コンで知り合った睦樹の20歳の彼女。出会った当初から結婚願望が強く、処女であることを結婚のための切り札としており、結婚まではと肉体関係を拒否する。
仙堂寺（せんどうじ）
シリーズの狂言回しの女性。本作ではレジティマシーの第6システム開発部チーフとしてCUPIDシステムの開発に携わっている。

### 用語
CUPIDシステム
登録した男女のデータから結婚相性を計る架空の相性判断システムの通称で、正式名称は Catch your Ultimate, Perfect, Ideal, Darling system（究極・完璧・理想的な彼氏を捕獲システム）。昨今の未婚・晩婚問題を解決するためNASAの技術提供を受けてレジティマシー社で完成した。

## 逆襲のオレ×ヨメ
「逆襲のオレ×ヨメ 〜すべての女への逆襲のため、如何にしてオレはすべての男のためのヨメを造ったか。〜」（ぎゃくしゅうのオレヨメ すべてのおんなへのぎゃくしゅうのため、いかにしてオレはすべてのおとこのためのヨメをつくったか）北崎拓によるSF恋愛漫画作品。北崎の恋愛オムニバスシリーズである〈クピドの悪戯〉の第6弾、連載作品としてはシリーズ4作目にあたる。『月刊!スピリッツ』2009年10月号から12月号にかけて短期集中連載された。前作「オレ×ヨメ」とは名前が共通しているが、同じ単行本に収録されている以外に関連性はない。
同僚の鏑木萌絵に密かに想いを寄せ、未来の自分から送られてきたロボットM・o・eとチンコロが起こす騒動にふり回され
る玩具メーカーのロボット開発者仙堂寺 航の恋愛事情を描く。
北崎が担当と盛り上がったの馬鹿話をそのまま漫画とした作品であり、様々なところに北崎のオタク趣味へのオマージュが含まれた作者の趣味が前面に出た作品となっている。クピドシリーズにおける位置づけは「オタクピド」。
「虹玉」以降、シリーズの主人公の愛称は「むっちゃん」で統一されていたが、無茶な名前になるのを避けるため本作からはこの縛りが解消されている。

### あらすじ
大手玩具メーカーのロボット開発部に勤務する24歳の童貞青年・仙堂寺航は同僚の鏑木萌絵に密かに想いを寄せながらも積極的になれずにいた。そんな彼のもとに突如75年後の99歳でも童貞のままの自分から、生身ではない嫁として萌絵そっくりなロボットのM・o・eが99歳の航の分身でバイブレータそっくりのチンコロと共に送られてくる。一方で萌絵も密かに航に思いを寄せていたが、親のために田舎の実家に帰ることを決めており、その想いを隠していた。M・o・eとチンコロの行動が元で萌絵に誤解され24歳の航は一度萌絵にふられてしまうが、M・o・eとチンコロの活躍によって航と萌絵はお互いの本心を知る。そしてこのことによって未来が変わり、M・o・eを作った未来とのつながりが途切れ、M・o・eとチンコロはその活動を停止した。

### 登場キャラクター
仙堂寺 航（せんどうじ こう）
架空の大手玩具メーカーである（株）マゴットのロボット開発部に勤務する24歳の童貞青年。クピドシリーズの狂言回しとして登場していた女性・仙堂寺の縁者。
同僚の鏑木萌絵に密かに想いを寄せながらも恋愛に積極的になれずにいる。
鏑木 萌絵（かぶらぎ もえ）
仙堂寺と同期入社のOL。密かに仙堂寺航に想いを寄せているが、工場を営む父親が怪我した事をきっかけとして実家に帰る事を決めており、工場を継ぐ事などで航を煩わせたくないために想いを秘めている。
M・o・e（モエ）
99歳の仙堂寺が24歳の自分の嫁として75年後の未来から送ってきた愛ドル嫁ロボット。愛ドルにはラブドールの意がかけられている。
未来の仙堂寺が開発したロボットのMAGGOT・ORIGINAL・EMPLOYEE（マゴットオリジナル従業員）の最終形態で、外見上はモデルとした鏑木萌絵とそっくり。ただし、未来の仙堂寺に女性経験がないことからラブドールでありながら女性器がない。
チンコロ
M・o・eと同時に未来から送られてきた小型ロボットで、未来と通信してリアルタイムのように24歳の仙堂寺と会話する99歳の仙堂寺の分身。名前は現在の仙堂寺が、バイブレータにそっくりな外形からチンコロボットを略したもの。

### 用語
MAGGOT・ORIGINAL・EMPLOYEE
萌絵にふられた航が未来で開発したロボット。未来では農・工・生産から介護に至るまであらゆる分野で使用されている大発明であり、この開発で未来の航はノーベル賞を受賞し、莫大な富と権力を得ている。M・o・eはこの最終形態。

## 書誌情報
- 北崎拓 『オレ×ヨメ クピドの悪戯』[注 1] 2010年2月3日初版第1刷発行（1月29日発売[13]）、ISBN 978-4-09-182785-2